# Hypocometa curvistriga
Hypocometa curvistriga là một loài bướm đêm trong họ Geometridae.